# Volger Andersson
Karl Volger Andersson (Sundsvall, 19 gennaio 1896 – Sundsvall, 6 ottobre 1969) è stato un fondista svedese.

## Biografia
Originario di Njurunda di Sundsvall, in carriera vinse la medaglia di bronzo ai II Giochi olimpici invernali di Sankt Moritz 1928 nella 50 km con il tempo di 5:05:46,0, distaccato di sedici secondi dal secondo classificato, il suo connazionale Gustaf Jonsson. Fu un successo a sorpresa, giacché Andersson era presente ai Giochi quale riserva.

## Palmarès

### Olimpiadi
- 1 medaglia, valida anche ai fini iridati:
  - 1 bronzo (50 km a Sankt Moritz 1928)